# Юрагийн Сайнхуу
Юрагийн Сайнхуу (монг. Юрагийн Сайнхүү, 14 ноября 1986, Улан-Батор, Монголия) — монгольский футболист и гандболист. Выступал за сборную Монголии по обоим видам спорта.

## Биография
Юрагийн Сайнхуу родился 14 ноября 1986 года в монгольском городе Улан-Батор, был третьим ребёнком в семье.
Начал заниматься футболом в 1999 году в школе №5 Сухэ-Баторского района.
Играет в футбол на позиции вратаря.
На молодёжном уровне в 2004 году выступал за «Ордиин Од», в 2005 и 2007 годах — за «Хангарьд» из Эрдэнэта.
В 2007 году окончил Национальный институт физического воспитания.
На клубном уровне в 2007—2014 годах выступал за «Эрчим» из Улан-Батора. В его составе три раза выигрывал чемпионат Монголии (2008, 2012—2013), дважды был серебряным призёром (2007, 2014). В 2012 году также стал обладателем Кубка Монголии.
В 2015 году перешёл в «Сэлэнгэ Пресс» из Улан-Батора. В его составе завоевал бронзовую медаль чемпионата Монголии (2015).
В 2018 году играл за «Атлетик 220» из Улан-Батора.
Провёл 6 матчей за сборную Монголии в 2007 и 2013 годах, пропустил 16 мячей.
Также играет в гандбол, выступает за сборную Монголии на позиции нападающего.

## Статистика

### Матчи за сборную Монголии по футболу
| № | Дата            | Соперник   | Счёт    | Мячи | Соревнование                                      |
| 1 | 16 июня 2007    | Макао      | 0:0 (г) | -    | Чемпионат Восточной Азии. Второй отборочный раунд |
| 2 | 19 июня 2007    | КНДР       | 0:7 (н) | -7   | Чемпионат Восточной Азии. Второй отборочный раунд |
| 3 | 21 октября 2007 | КНДР       | 1:4 (д) | -4   | Чемпионат мира. Первый отборочный раунд           |
| 4 | 2 марта 2013    | Лаос       | 1:1 (г) | -1   | Кубок вызова АФК. Отборочный турнир               |
| 5 | 4 марта 2013    | Афганистан | 0:1 (н) | -1   | Кубок вызова АФК. Отборочный турнир               |
| 6 | 6 марта 2013    | Шри-Ланка  | 0:3 (н) | -3   | Кубок вызова АФК. Отборочный турнир               |

## Достижения

### В качестве игрока
Эрчим
- Чемпион Монголии (3): 2008, 2012, 2013.
- Серебряный призёр чемпионата Монголии (2): 2007, 2014.
- Обладатель Кубка Монголии (1): 2012.

 Сэлэнгэ Пресс
- Бронзовый призёр чемпионата Монголии (1): 2015.